# Trematophlyctis leptodesmiae
Trematophlyctis leptodesmiae är en svampart som beskrevs av Pat. 1918. Trematophlyctis leptodesmiae ingår i släktet Trematophlyctis, ordningen Chytridiales, klassen Chytridiomycetes, divisionen pisksvampar och riket svampar.   Inga underarter finns listade i Catalogue of Life.